# Podhorie (Žilina)

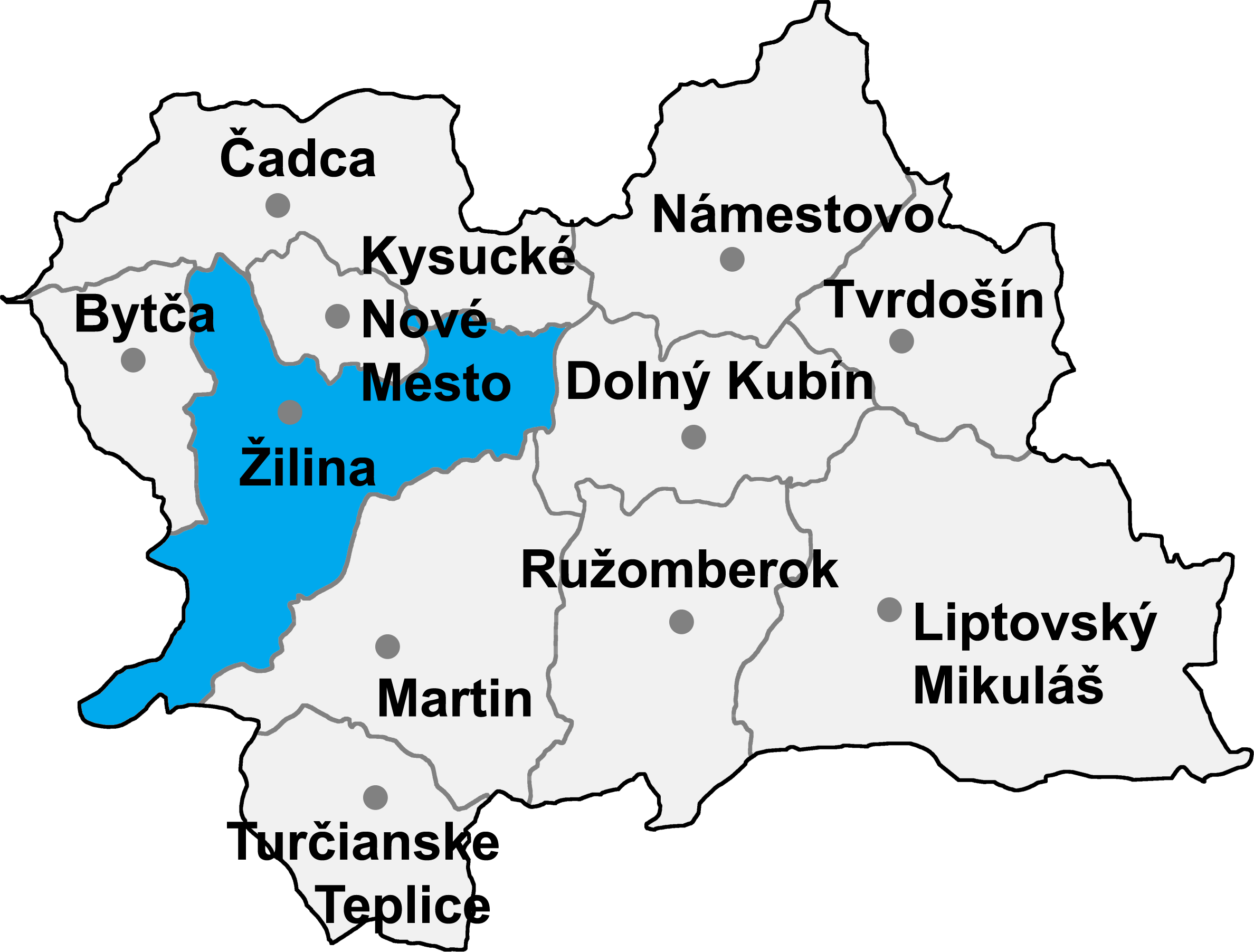
Mapa de onde está situado a região de Žilina

Podhorie (em húngaro: Zsolnaerdőd) é um município da Eslováquia, situado no distrito de Žilina, na região de Žilina. Tem 6,42 km² de área e sua população em 2018 foi estimada em 927 habitantes.